# 2009年9月澳门

## 9月28日
- 2009年澳門立法會選舉：
  - 終審法院裁定，總核算委員會提出的廢票定義無效。六千多張廢票只有41張復活。澳門電台（页面存档备份，存于）
- 新一期社會房屋正式接受申請。房屋局、社團首日派出約10,600份申請表；全日共接到26宗申請。澳門電台（页面存档备份，存于）

## 9月24日
- 澳門特區政府與澳門中聯辦合辦座談會，慶祝中華人民共和國成立60週年。國家副主席習近平發出賀信。澳門電台（页面存档备份，存于）
- 2009年澳門立法會選舉：
  - 改革創新聯盟向終審法院提出上訴，是回歸以來首次有參選組別就選舉投票及核算問題提出上訴。澳門電台（页面存档备份，存于）
- 四季酒店搜出83名黑工和4名過界勞工。澳門電台（页面存档备份，存于）
- 審計署批評前環委會倉卒搬遷辦公室，並在裝修中未有清晰指示環保要求，導致浪費。澳門電台（页面存档备份，存于）

## 9月23日
- 交通事務局今日開始至11月24日就新的巴士服務合約公開招標。澳門電台（页面存档备份，存于）

## 9月22日
- 2009年澳門立法會選舉：
  - 經覆核，6,539張廢票中的5,467票被計算為有效票。當選名單則不變。澳門電台（页面存档备份，存于）澳門電台（页面存档备份，存于）
  - 澳門基金會行政委員會主席吳榮恪認為街總並沒有在印製介紹候選人刊物一事上濫用公帑，但會檢討未來的資助審批。澳門電台（页面存档备份，存于）

## 9月21日
- 2009年澳門立法會選舉：
  - 一名男子因為在投票日宣傳被判罰款9600元。澳門電台（页面存档备份，存于）　
  - 選舉總核算委員會宣佈，正式開展核算選舉選票工作，包括6,539張廢票。澳門電台（页面存档备份，存于）
  - 選委會在凌晨5時15分公佈各組初步得票。澳門電台（页面存档备份，存于）

- 集服務式住宅、酒店和娛樂場所於一身的凱旋門開幕。澳門電台（页面存档备份，存于）

## 9月18日
- 廉政公署對一宗涉嫌賄選案進行調查，多名人士被移送檢察院，當中包括兩名昨日被拘捕的男子。澳門特別行政區政府新聞局（页面存档备份，存于）
- 五名第一審法院法官及一名檢察院檢察官就職。澳門電台（页面存档备份，存于）

## 9月16日
- 參選立法會的民主新澳門第四候選人吳成芳在記者會上宣佈退選。澳門電台（页面存档备份，存于）

## 9月13日
- 受熱帶風暴巨爵帶來的雷雨影響，包括司打口、沙梨頭及黑沙環等地的電視信號一度中斷。澳門電台（页面存档备份，存于）

## 9月10日
- 立法會選舉管理委員會發出兩項指引，要求參選組別遵守選舉法規定，張貼宣傳海報，否則會受到處罰。澳門電台（页面存档备份，存于）

## 9月7日
- 審計署批評財政局轄下的「機動車輛估價委員會」透過細分會議記錄，令開會次數及會議出席報酬不合理膨脹，浪費公帑。澳門電台（页面存档备份，存于）
- 行政長官批示，延長可持續發展策略研究中心的存續期至本年12月19日。澳門電台（页面存档备份，存于）

## 9月6日
- 數百黑沙和九澳村的居民遊行請願，促請政府正視紗紙契問題。工務局發表聲明，以《基本法》第七條的立法原則不予承認。澳門電台（页面存档备份，存于）澳門電台（页面存档备份，存于）

- 本澳新增78宗甲型H1N1流感，累計增至1267宗。多家學校有學生感染。澳門電台（页面存档备份，存于）

## 9月5日
- 為期兩星期的第四屆立法會宣傳期開始。澳門電台（页面存档备份，存于）

## 9月4日
- 甲型H1N1流感確診個案達1,129宗。澳門電台（页面存档备份，存于）

## 9月3日
- 甲型H1N1流感確診個案達1,078宗。澳門電台（页面存档备份，存于）

## 9月2日
- 甲型H1N1流感出現首宗死亡個案，四十歲的女死者並無慢性病。澳門電台（页面存档备份，存于）

- 立法會選舉管理委員會判定被指偷步宣傳的群力促進會「行為不當」。澳門電台（页面存档备份，存于）

- 科大表示有意並會主動向澳門特區政府提出到橫琴辦學。澳門電台（页面存档备份，存于）

## 9月1日
- 甲型H1N1流感的確診個案突破1,000宗。澳門電台（页面存档备份，存于）

- 至8月30日為止，8月份博彩收益已有106億元，創單月最高紀錄。澳門電台（页面存档备份，存于）